# Pathé-Baby (cinema)

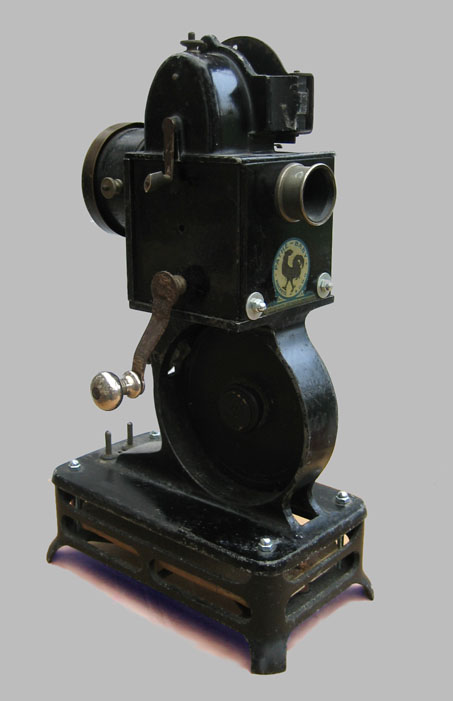
Um projetor Pathé-Baby, tipo B, 1924.

Pathé-Baby é um sistema de cinema amador destinado ao público em geral criado por Charles Pathé e lançado em 1922. O sistema usava um filme 9.5 mm de largura com perfurações centrais e era o mais pequeno formato que existia naquela época. O Pathé-Baby foi inicialemente um pequeno projetor de manivela capaz de projectar pequenos filmes condicionados num cartucho metálico com capacidade para menos de uma dúzia de metros de película não-inflamável.

## História
Para vender e distribuir os filmes realizados nos seus estúdios, Pathé pediu à empresa Continsouza a concretização de um projetor econômico, familiar, fácil de usar,  no âmbito de poder projetar versões muito reduzidas do seus filmes. No Natal de 1922, vários milhares de projetores Pathé-Baby são colocados no mercado acompanhados por um importante catálogo de 192 títulos provenientes da cinemateca Pathé. Devido ao sucesso do projector, foi desenvolvida uma câmara de filmar fabricada pela empresa  Continsouza e colocada à venda em 1923.
Na Inglaterra, o "Baby " foi lançado na mesma época sob os nomes de Pathex e Pathescope.
Em 1924 é criada uma entidade separada de "Pathé Cinema" chamada Sociedade francesa do Pathé-Baby  cujo primeiro diretor foi Jacques Pathé e em seguida Roger Pathé, sobrinhos de Charles Pathé. Todos os materiais foram concebidos e fabricados pela empresa  Continsouza até o formato 9.5 mm ser adotado por outros fabricantes na França e no estrangeiro.
Sob o nome genérico de "Pathé-Baby", a empresa produziu uma ampla gama de câmaras e projetores até 1946. Também por essa altura foi lançada a Webo M, uma câmera de qualidade superior comercializada no formato 9.5 mm que mais tarde passou estar disponível nos formatos 16 mm e Super-8.
Jean-Pierre Melville disse em várias ocasiões que foi o projetor de Pathé-Baby e a sua câmara que o levaram a fazer filmes à partir da idade dos seis anos. Ele rodou o seu primeiro filme no seu apartamento em Janeiro de 1924, com a câmara que lhe tinham oferecido antes do Natal. Jacques Demy tem também comprou uma câmara Pathé-Baby aos 13 anos de idade em Nantes na travessa Pommeraye.

## Galeria

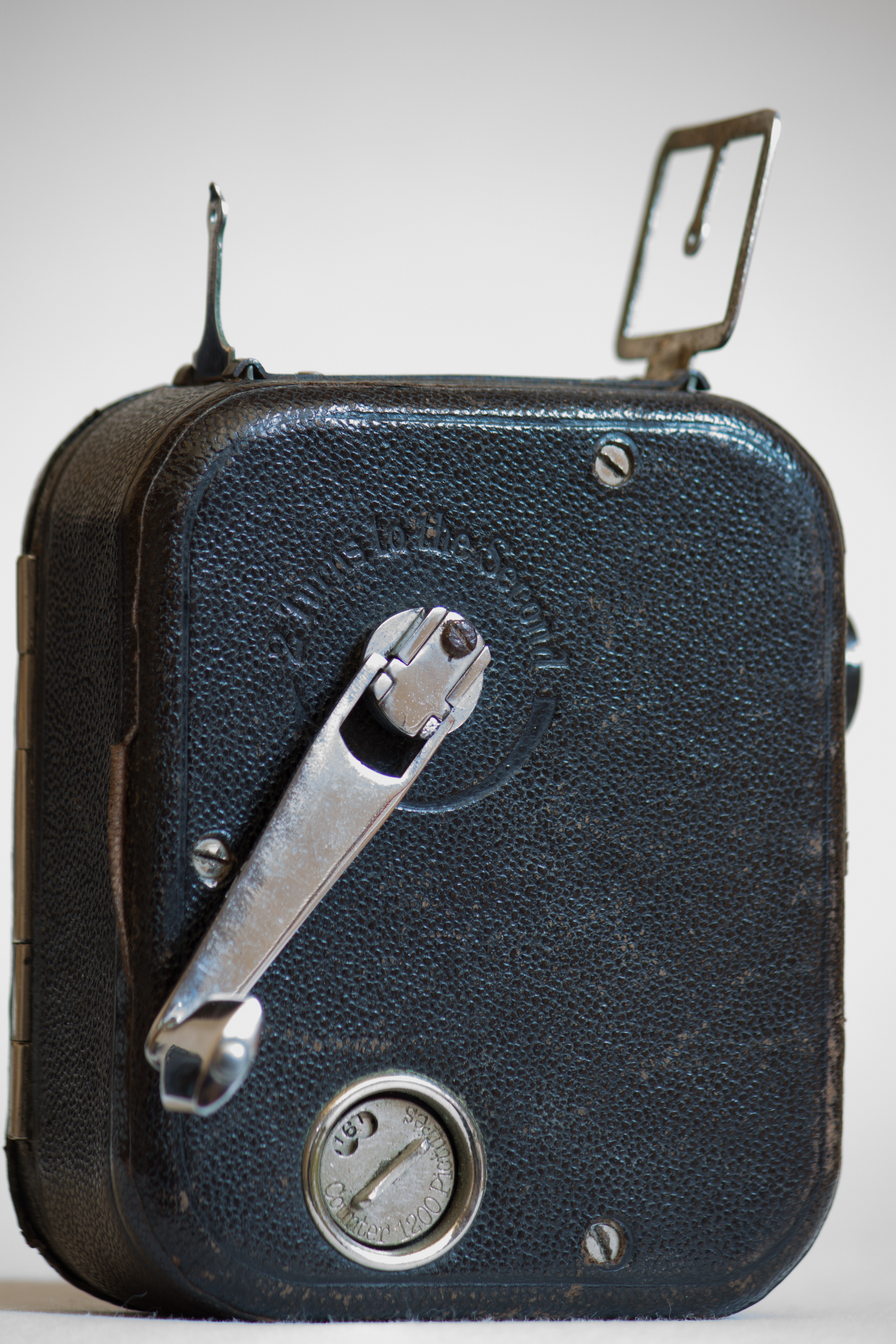
Uma câmara de manivela de Pathé-Baby, 1923.
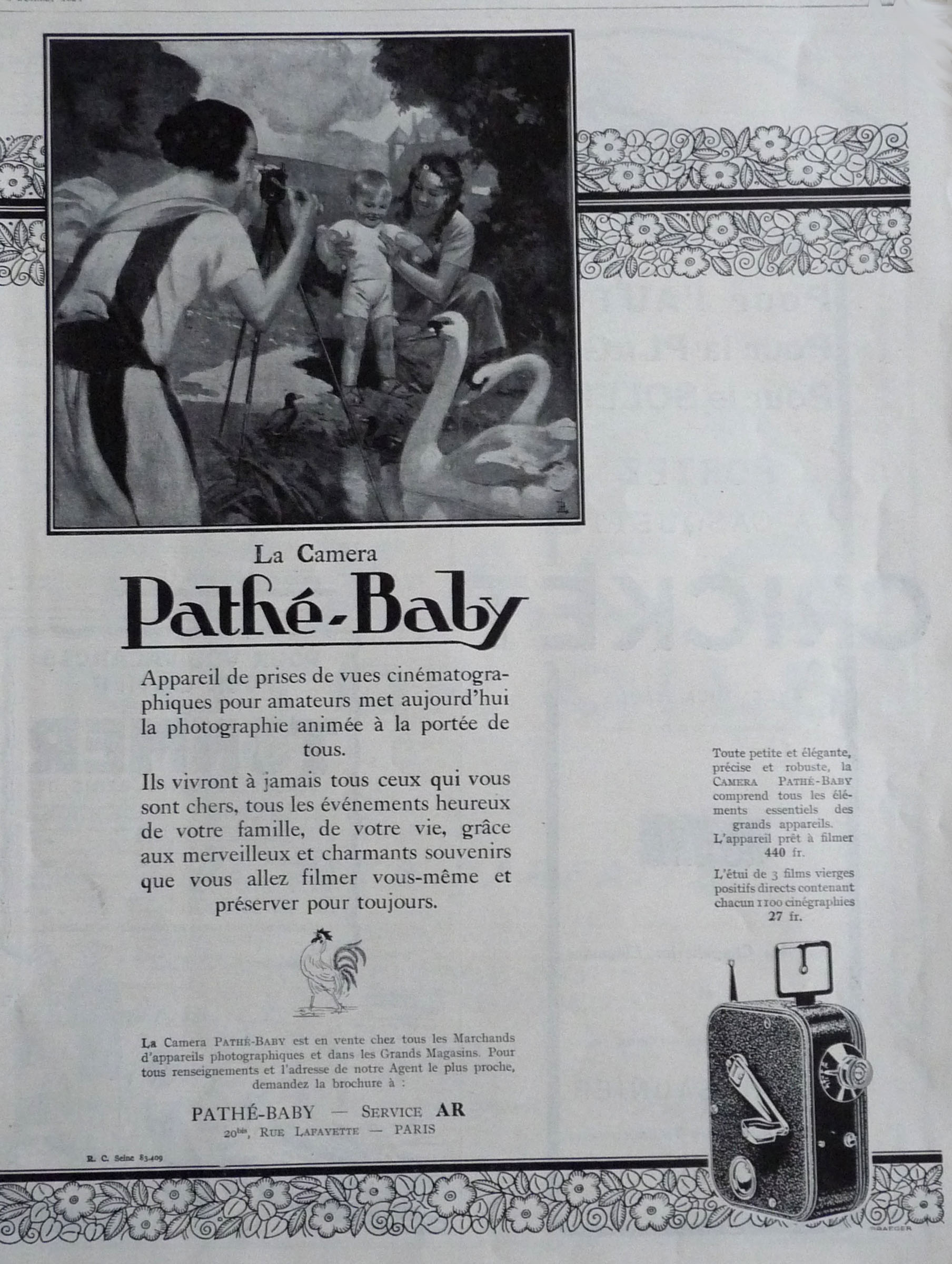
A publicidade para a câmara de Pathé-Baby, em 1924.
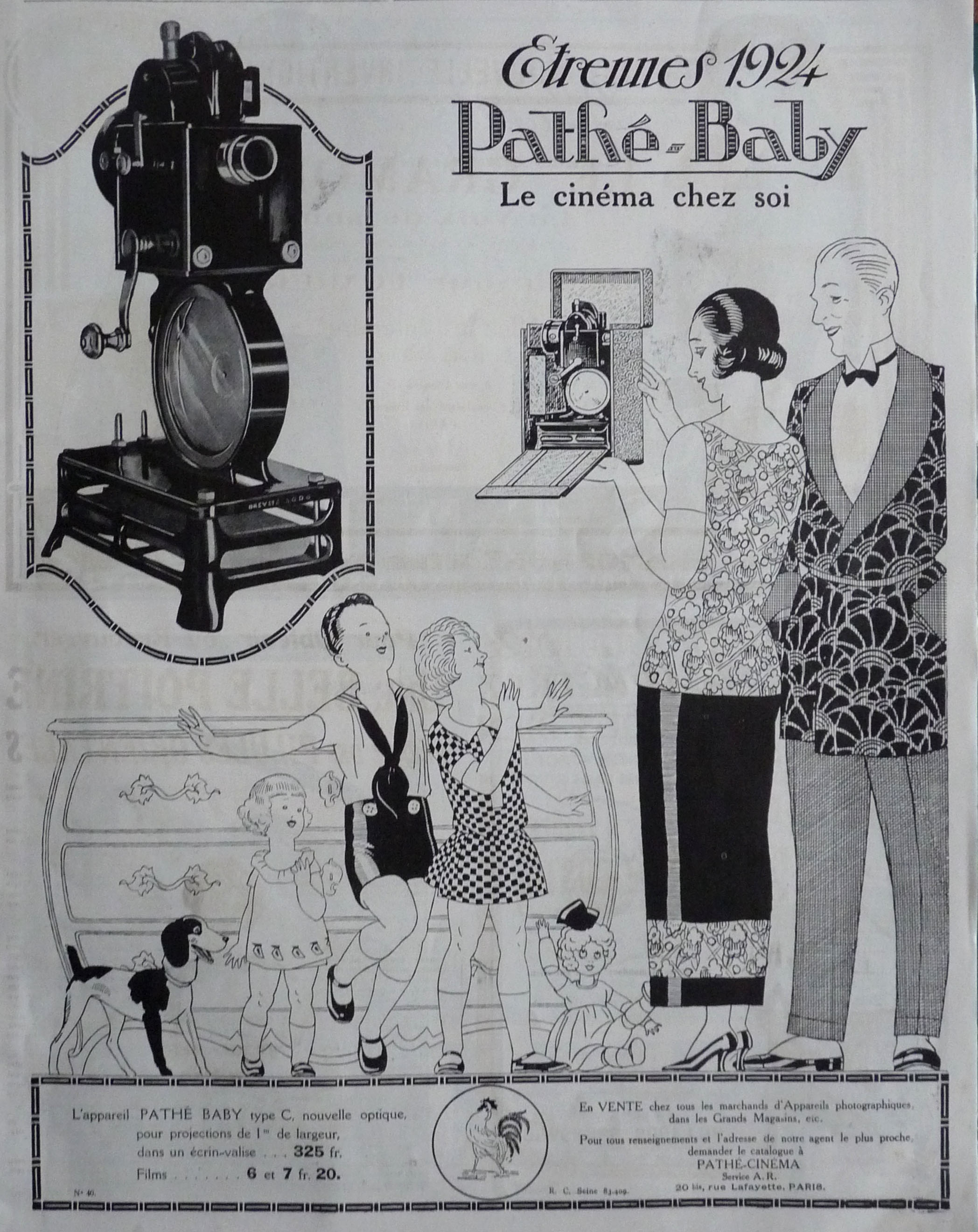
A publicidade para o projetor de Pathé-Baby, em 1923.